# أدريان إس. فيشر
أدريان إس. فيشر (بالإنجليزية: Adrian S. Fisher) هو محامي ومحامي أمريكي، ولد في 21 يناير 1914 في ممفيس في الولايات المتحدة، وتوفي في 18 مارس 1983 في واشنطن العاصمة في الولايات المتحدة.